# The Colour and the Shape
The Colour and the Shape es el segundo álbum de la banda Foo Fighters. Fue lanzado al mercado el 20 de mayo de 1997 por Capitol a través del sello Roswell, contando con la producción del británico Gil Norton.
Este fue álbum debut oficial de Foo Fighters como banda, después de que Dave Grohl hubiera grabado anteriormente un primer álbum firmado por él mismo. Después de una tortuosa sesión de grabación en los estudios Bear Creek Studios de Woodinville, Grohl llevó al guitarrista Pat Smear y al bajista Nate Mendel a los estudios Grandmaster en Los Ángeles, tomando él mismo las labores de la batería. Después de esta sesión, el baterista William Goldsmith dejó oficialmente al grupo.
El álbum estuvo influenciado por la ruptura sentimental un año antes entre Grohl y su primera esposa, la fotógrafa estadounidense Jennifer Youngblood. Esta separación se refleja en las letras de los temas, que destilan lirismo y sentimientos encontrados. Este trabajo de Foo Fighters logró una nominación a los premios Grammy en 1998, en la categoría de Mejor Álbum de Rock.
Es uno de los mejores trabajos del grupo, con canciones populares como My Hero, Everlong (la canción más conocida del grupo) y Monkey Wrench, alcanzó el lugar n.º 3 en las listas del Reino Unido y en n.º 10 en los Estados Unidos. Hasta el mes de junio de 2005, The Colour and the Shape se mantiene como el disco más vendido de los Foo Fighters en Estados Unidos, con 2.4 millones de copias vendidas.
Diez años después de su lanzamiento, en 2007, se lanzó una edición especial del trabajo que cuenta con canciones adicionales.

## Lista de canciones
Todas las canciones escritas y compuestas por Dave Grohl, Nate Mendel y Pat Smear, excepto donde se indique lo contrario. 
| Edición original (1997) |                            |              |          |  |
| N.º                     | Título                     | Escritor(es) | Duración |  |
| 1.                      | «Doll»                     |              | 1:23     |  |
| 2.                      | «Monkey Wrench»            |              | 3:51     |  |
| 3.                      | «Hey, Johnny Park!»        |              | 4:08     |  |
| 4.                      | «My Poor Brain»            |              | 3:33     |  |
| 5.                      | «Wind Up»                  |              | 2:32     |  |
| 6.                      | «Up in Arms»               |              | 2:15     |  |
| 7.                      | «My Hero»                  |              | 4:20     |  |
| 8.                      | «See You»                  |              | 2:26     |  |
| 9.                      | «Enough Space»             | Dave Grohl   | 2:37     |  |
| 10.                     | «February Stars»           |              | 4:49     |  |
| 11.                     | «Everlong»                 | Dave Grohl   | 4:10     |  |
| 12.                     | «Walking After You»        | Dave Grohl   | 5:03     |  |
| 13.                     | «New Way Home»             |              | 5:40     |  |
| 14.                     | «The Colour And The Shape» |              | 3:22     |  |
| 46:47                   |                            |              |          |  |

| Bonus Tracks de la edición del décimo aniversario (2007) |                                            |                                                |          |  |
| N.º                                                      | Título                                     | Sencillo original                              | Duración |  |
| 14.                                                      | «Requiem» (Cover de Killing Joke)          | Everlong (CD2)                                 | 3:33     |  |
| 15.                                                      | «Drive Me Wild» (Cover de Vanity 6)        | Everlong (CD1)                                 | 3:14     |  |
| 16.                                                      | «Down In The Park» (Cover de Tubeway Army) | Monkey Wrench (CD2)                            | 3:33     |  |
| 17.                                                      | «Baker Street» (Cover de Gerry Rafferty)   | My Hero                                        | 5:39     |  |
| 18.                                                      | «Dear Lover»                               | My Hero (Reino Unido y Japón), Next Year (CD2) | 4:32     |  |
| 19.                                                      | «The Colour And The Shape»                 | Monkey Wrench (CD1)                            | 3:22     |  |

## Posición en las listas
Álbum
| Lista (1997)                     | Posición |
| -------------------------------- | -------- |
| Australian Albums Chart          | 5        |
| Austrian Albums Chart            | 19       |
| Canadian Albums Chart            | 8        |
| Finland Albums Chart             | 12       |
| French Albums Chart              | 24       |
| German Albums Chart              | 41       |
| New Zealand Albums Chart         | 10       |
| Norwegian Albums Chart           | 20       |
| Swedish Albums Chart             | 10       |
| Swiss Albums Chart               | 50       |
| UK Albums Chart                  | 3        |
| US Billboard 200                 | 10       |
| Lista (2003)                     | Posición |
| Finland Albums Chart (reingreso) | 5        |

## Créditos

### Foo Fighters
- William Goldsmith – batería en "Doll", "Up In Arms" (versión lenta/introducción a la versión del álbum), versos de "My Poor Brain" (no acreditados), "The Colour And The Shape" (no acreditado) y "Down In The Park" (no acreditado)
- Dave Grohl – guitarra solista, batería, voz
- Nate Mendel – bajo
- Pat Smear - guitarra rítmica
- Taylor Hawkins - batería en "Requiem", "Drive Me Wild" y "Baker Street".

### Personal adicional
- Lance Bangs – aplausos
- Chris Bilheimer – aplausos
- Ryan Boesch – aplausos

## Producción
- Productor: Gil Norton
- Ingenieros: Bradley Cook, Jeff Turner
- Ingenieros auxiliares: Ryan Boesch, Todd Burke, Don Farwell, Ryan Hadlock, Jason Mauza
- Mezcla: Chris Sheldon
- Masterizado: Bob Ludwig
- Técnicos de grabación: Bradley Cook, Jeff Turner
- Dirección artística: Jeffery Fey, Foo Fighters, Tommy Steele
- Diseño: Jeffery Fey, George Mimnaugh
- Diseño de logo: Andy Engel
- Fotografía: Josh Kessler